# 2. deild karla 1969
Die 2. deild karla 1969 war die 15. Spielzeit der zweithöchsten isländischen Fußballliga.

## Modus
Die acht Vereine spielten in zwei Gruppen zu je vier Teams um die Zweitligameisterschaft. Die Mannschaften spielten innerhalb ihrer Gruppe jeweils zweimal gegeneinander. Die beiden Gruppensieger spielten anschließend in einem Entscheidungsspiel den Aufsteiger in die 1. deild karla aus.
Die beiden Tabellenletzten spielten zunächst gegeneinander. Der Verlierer musste danach noch gegen den Playoff-Zweiten der 3. deild karla um den Klassenerhalt antreten.

## Gruppe A
Abschlusstabelle
| Pl. | Verein               | Sp. | S | U | N | Tore    | Quote | Punkte |
| --- | -------------------- | --- | - | - | - | ------- | ----- | ------ |
| 1.  | Víkingur Reykjavík   | 6   | 4 | 2 | 0 | 018:300 | 6,00  | 10:20  |
| 2.  | UMF Selfoss          | 6   | 1 | 3 | 2 | 006:800 | 0,75  | 05:70  |
| 3.  | Haukar Hafnarfjörður | 6   | 2 | 1 | 3 | 009:150 | 0,60  | 05:70  |
| 4.  | Þróttur Reykjavík    | 6   | 1 | 2 | 3 | 010:170 | 0,59  | 04:80  |

## Gruppe B
Abschlusstabelle
| Pl. | Verein                | Sp. | S | U | N | Tore    | Quote | Punkte |
| --- | --------------------- | --- | - | - | - | ------- | ----- | ------ |
| 1.  | Breiðablik Kópavogur  | 6   | 5 | 1 | 0 | 020:900 | 2,22  | 11:10  |
| 2.  | FH Hafnarfjörður      | 6   | 1 | 3 | 2 | 014:100 | 1,40  | 05:70  |
| 3.  | Völsungur Húsavík (N) | 6   | 1 | 3 | 2 | 012:130 | 0,92  | 05:70  |
| 4.  | HSH Snæfellsnes (N)   | 6   | 1 | 1 | 4 | 006:200 | 0,30  | 03:90  |

| (N) | Neuaufsteiger aus der 3. deild karla |

## Play-offs
Zunächst spielten die beiden Tabellenersten gegeneinander. Der Sieger stieg in die 1. deild karla auf, der Verlierer traf danach auf den Letzten der 1. Liga, um ebenfalls aufzusteigen.
|                    | Ergebnis |                      |
| ------------------ | -------- | -------------------- |
| Víkingur Reykjavík | 3:2      | Breiðablik Kópavogur |
| ÍBA Akureyri       | 3:2      | Breiðablik Kópavogur |

Víkingur stieg auf, die anderen Klubs blieben in ihren jeweiligen Ligen.

## Relegation
Zunächst spielten die beiden Tabellenletzten gegeneinander. Der Verlierer traf danach auf den Playoff-Zweiten der 3. deild karla.
|                   | Ergebnis |                 |
| ----------------- | -------- | --------------- |
| Þróttur Reykjavík | 9:1      | HSH Snæfellsnes |
| ÍB Ísafjörður     | 1:0      | HSH Snæfellsnes |

HSH Snæfellsnes stieg damit in die 3. deild karla ab.